# بو هارت
بو هارت (بالإنجليزية: Bo Hart)‏ هو لاعب كرة قاعدة أمريكي، ولد في 27 سبتمبر 1976 في كريسويل في الولايات المتحدة.

## وصلات خارجية
- بو هارت على موقعبيزبول رفرنس.كوم (الدوري الرئيسي) (الإنجليزية)
- بو هارت على موقعبيزبول رفرنس.كوم (الدوري الثانوي) (الإنجليزية)